# KABC
KABC ist ein US-amerikanischer Hörfunksender. Das Talkradio hat seinen Sitz in Los Angeles, Kalifornien und sendet auf 760 kHz mit 5 kW. Die Station versorgt als „West Coast flagship station“ von Cumulus Media weite Teile der kalifornischen Küste. KABC's Studios und Sender befinden sich am La Cienega Boulevard im West Adams District von Los Angeles.
Der Hörfunksender gilt als Pionier der Talk-Formatradios und startete mit diesem Schema im September 1960 als zweite Station; wenige Monate nach KMOX in St. Louis. Der Sender schloss eine Partnerschaft mit 710 KSPN (ESPN Radio) und Channel 7 KABC-TV des lokalen ABC-Fernsehstudios.
Der Sender sendet in HD-Radio.
Hauptkonkurrent auf dem Radiomarkt von Los Angeles ist die Station KRLA der Salem Media Group.
KABC setzte die Mark R. Levin und die Larry Elder Show ab. 2015 nahm Salem Communications beide in ihr Line-up auf. Nachdem der Vertrag von Larry Elder vom ABC Radio Network nicht verlängert worden war, wechselte dieser zu KRLA.